# Mateus Nunes de Siqueira
Mateus Nunes de Siqueira foi um sertanista paulista, descrito por Silva Leme família no volume VIII página 368 (Título Jorge Velhos) da sua «Genealogia Paulistana».
No dia 3 de julho de 1665 foi nomeado vigário da vara de São Paulo, tendo-se internado no sertão em catequese, retornou a São Paulo com grande número de índios guarulhos que colocou na paragem de Atibaia. 
A câmara resolveu que ficassem aí aldeados, datando desta data os fundamentos da povoação. 
Outro sertanista que andava pela mesma região, Jerônimo de Camargo, explorava tais sertões, pois entre as vias para o sertão dos cataguazes, infestado de índios ferozes, contava-se aquela terra, passando por paragem denominada Atibaia, ou Cajuçara, à margem de um rio caudaloso. Desses índios do padre Mateus, amigo de sua família, Camargo deve ter-se apoderado para dar origem à sua grande fazenda, «quando dominava um muito avultado corpo de gentio reduzido já ao grêmio católico, que passavam de 500 arcos», segundo Pedro Taques. Camargo fez construir a capela de São João Batista e conservou-se em Atibaia muitos anos, retirando-se mais tarde para os sertões de Jundiaí, fundando Fazendas, e ali morrendo no inicio do século XVIII.